# Pacific PR01
A Pacific PR01 egy Formula–1-es versenyautó, amit a Pacific Grand Prix csapat tervezett és versenyeztetett az 1994-es Formula–1 világbajnokság során. Pilótái Paul Belmondo és Bertrand Gachot voltak, a tesztpilóták pedig Oliver Gavin és Giovanni Lavaggi voltak.
Az eredeti tervek szerint a csapat már 1993-ban versenyzett volna ezzel az autóval, de komoly pénzügyi problémák miatt végül csak a következő idénybe tudtak benevezni. Ennek meg is lett az eredménye: a mezőny magasan leggyengébb autója volt 1994-ben, rengetegszer nem is tudtak vele kvalifikálni a versenyekre, amikor pedig igen, akkor sosem értek célba.

## Áttekintés
A kasztni alapját a Reynard által az 1992-es idénybe benevezni tervezett, azonban végül soha el nem készült autó adta. Ezen rengeteg tapasztalt szakember dolgozott, köztük Rory Byrne. 1991 végén a Reynard úgy döntött, hogy inkább felhagynak a próbálkozással, és a félkész programot, valamint az enstone-i gyárukat eladták a Benetton csapatának. Az aerodinamikai adatokat a Ligier és a Pacific csapatok vették meg (utóbbi volt az, amely eredetileg a tervezett autót versenyeztette volna valamilyen formában). Mivel a Pacificnek így nem maradtak se tervei, se fejlesztői háttere, így a rendelkezésre álló adatokból kellett következteniük arra, hogy milyen lehet az ideális autó. Ez már csak azért is baj volt, mert egész egyszerűen nem tudtak szélcsatornában tesztelni, legfeljebb csak a versenypályán. Az így megépített autókkal 1994-ben tudtak rajthoz állni, melyekbe az Ilmor koros és megbízhatatlan motorjait építették be. Nagy fejlesztésekre nem volt se pénz, se lehetőség, ugyanis a PR01-es alapvető problémákkal küszködött. Egyedül a felfüggesztést alakították át és az orr fekvését változtatták meg alacsonyabbra.
Az idénynyitó brazil nagydíjra Gachot kvalifikálni tudott, de kiesett - ő legalább a szezon első hat versenyéből ötre meg tudta ezt tenni. Belmondo egész idényben csak kétszer, Monacóban és Spanyolországban tudott kvalifikálni. Kanada után a hátralévő tíz verseny egyikére sem tudtak kvalifikálni, ezért komolyan felmerült a lehetősége egy visszalépésnek, hogy a következő idényre koncentráljanak - erre csak azért nem került sor, mert komoly büntetéssel járt volna együtt.
A Pacific egyik szponzora a Death cigarettamárka lett volna, azonban az imolai nagydíjon történt tragikus események miatt még azelőtt felbontották a szponzori megállapodást, hogy felkerülhettek volna az autókra a morbid feliratok. Helyette egy izlandi vodkagyártó, az Ursus lett a csapat névadó szponzora.

## Eredmények
| Év   | Csapat         | Motor       | Gumik | Pilóták         | 1   | 2   | 3   | 4   | 5   | 6   | 7   | 8   | 9   | 10  | 11  | 12  | 13  | 14  | 15  | 16  | Pontok | Helyezés |
| ---- | -------------- | ----------- | ----- | --------------- | --- | --- | --- | --- | --- | --- | --- | --- | --- | --- | --- | --- | --- | --- | --- | --- | ------ | -------- |
| 1994 | Pacific Racing | Ilmor 2175A | G     |                 | BRA | PAC | SMR | MON | ESP | CAN | FRA | GBR | GER | HUN | BEL | ITA | POR | EUR | JPN | AUS | 0      | -        |
| 1994 | Pacific Racing | Ilmor 2175A | G     | Paul Belmondo   | NK  | NK  | NK  | KI  | KI  | NK  | NK  | NK  | NK  | NK  | NK  | NK  | NK  | NK  | NK  | NK  | 0      | -        |
| 1994 | Pacific Racing | Ilmor 2175A | G     | Bertrand Gachot | KI  | NK  | KI  | KI  | KI  | KI  | NK  | NK  | NK  | NK  | NK  | NK  | NK  | NK  | NK  | NK  | 0      | -        |